# 海伯利安
《海伯利安》是美国作家丹·西蒙斯的1989年科幻小說《海伯利安詩篇》的第一部。这本小说很大程度上来源于英国诗人约翰·济慈的1820年的同名长篇诗歌《海伯利安 (诗歌)》。海伯利安是希臘神话中提坦神系的太阳神，济慈的诗歌描述了提坦神和奥林帕斯神第二代與第三代神祇之间的战争。西蒙斯的这本小说讲述了一个类似的故事。

## 情节简介
自從大錯誤之後，人類相繼離開地球往宇宙深處邁進，即所謂聖遷時期。四百年後的28世紀，1600亿人类散布在兩百多顆星球上，透过可瞬間傳遞的傳送門连接起来，组成了霸聯的萬星網，享有空前的繁榮與和平，並將種種技術交由「智核」——數百年來即脫離人類獨立自主的AI集合體——來管理。
同時智核正嘗試完全預測宇宙與人類的未來，發現只剩一個未知數：邊境行星「海柏利昂」。海柏利昂上充滿各種謎團，包括不知何人所建的「時塚」、傳說中的殺戮者「荊魔神」和以之為崇拜信仰的「荊魔神教會」。基於種種理由霸聯拒絕將海柏利昂納入萬星網。
時塚外圍擁有能困住荊魔神的反熵力場，但此力場卻觀測到有膨脹擴張的跡象。同時，霸聯外敵「驅逐者」開始向海柏利昂大舉入侵。為了搶先解開時塚之謎，霸聯與荊魔神教會派出可能是最後一批的朝聖前往海柏利昂。
七名来自不同星球、拥有不同职业、不同背景、为了不同目的的朝圣者，在前往時塚的朝圣之旅中，讲述了他们各自的故事，分享彼此和海伯利安、時塚和荊魔神的关系。這幾篇故事即成為此書的主要內容。七名朝聖者包括領事、天主教神父：雷納·霍伊特、霸軍上校：費德曼·卡薩德、詩人：馬丁·塞利納斯、學者：索爾·溫朝博、聖徒：馬特·海斯亭和偵探：布勞恩·拉米亞。

## 登場行星
在此列舉幾顆行星的簡介：
- 巴納德世界（Barnard's World）：環繞巴納德星，是早期殖民的行星之一。覆有廣大農田，並以第三期教育（高中之後的教育）聞名。為溫朝博的故鄉。
- 神之谷（God's Grove）：森林行星，聖徒的故鄉。聖徒崇尚大自然，以保護、傳播生命為志業。
- 茂宜-聖約星( Maui-Covenant) : 美麗的海洋行星，有活的浮島和成群的海豚，為領事的故鄉。
- 平安星(Pacem): 天主教行星，神父杜黑·保羅的故鄉。
- 希伯崙星（Hebron）：主要居民為猶太人的沙漠行星，傳送門只建在首都新耶路撒冷。
- 海柏利昂（Hyperion）：本書故事主要地點。
- 盧瑟斯星（Lusus）：高重力的工業行星，居民住在稱為蜂巢的地形裡。為拉蜜亞的故鄉。
- 火星：已地球化，居民包括自地球逃離的巴勒斯坦人。奧林帕斯山旁是霸軍總部和奧林帕斯指揮學院。希臘平原中有諾斯替禪教的朝聖地。
- 舊地（Old Earth）：即地球，大錯誤後步向毀滅，變得不適居住使人類搬離(其實是被智核的無上智慧的科技傳送到了麥哲倫星系)後人稱之為舊地或元地球。
- 天崙五中心（Tau Ceti Center）：環繞天崙五的都會行星，為霸聯首都，政府所在地。

## 中文版本
中國大陆簡體中文版由潘振华、官善明、李懿等人翻译，最早由万卷出版公司2007年5月出版。ISBN 978-7-80601-972-6
2012年，读客图书和江苏文艺出版社以《当人类决战机器人：海伯利安》为题分上下两册出版。2014年11月，读客和吉林出版集团重新出版了全套四部曲的新版，译者为潘振华、李懿等。ISBN 978-7-5534-5293-7
台灣繁體中文版則由林翰昌、李漢威、李漢聲等人翻譯，由大塊出版社於2007年10月出版。ISBN 978-986-213-020-9

## 媒体评价
纽约时报、华盛顿邮报均对小说有较高评价，将其和艾西莫夫的《基地系列》相提并论。

## 获奖情况
荣获1990年度雨果奖、轨迹奖、日本星云奖、日本雨果奖、法国宇宙奖。入围亞瑟克拉克奖、英伦科幻奖、科幻纪事奖。